# Efrem Zimbalist, Jr.
Efrem Zimbalist, Jr. (30. november 1918 - 2. maj 2014) var en amerikansk filmskuespiller, kendt for sine hovedroller i tv-serierne 77 Sunset Strip og The F.B.I. Han var også kendt som stemmen bag figuren Alfred Pennyworth i Batman: The Animated Series og dens mange spin-offs. Han var også stemmen bag Doctor Octopus i Spider-Man: The Animated Series.